# Bachata Rosa
Bachata Rosa è il quinto album discografico del cantante dominicano Juan Luis Guerra, pubblicato nel 1990.

## Tracce
Testi e musiche di Juan Luis Guerra, eccetto dove indicato.
1. Rosalía – 3:26
2. Como Abeja al Panal – 4:05
3. Carta de Amor – 4:41
4. Estrellitas y Duendes – 4:28
5. A Pedir Su Mano – 4:56 (Lea Lignanzy)
6. La Bilirrubina – 4:05
7. Burbujas de Amor – 4:12
8. Bachata Rosa – 4:20
9. Reforéstame (performed by Adalgisa Pantaleon) – 4:11
10. Acompáñeme, Civil (performed by Benny Peregina) – 5:00

## Premi
- Grammy Award
  - 1992: "Best Tropical Latin Album"
- Premio Lo Nuestro
  - 1992: "Tropical Salsa Album of the Year", "Tropical Salsa Group of the Year" (Juan Luis Guerra y 440)